# شادی محمد
شادی محمد (عربی: شادي محمد؛ زادهٔ ۲۹ نوامبر ۱۹۷۷) یک بازیکن فوتبال اهل مصر است.

## باشگاهی
از باشگاه‌هایی که در آن بازی کرده‌است می‌توان به باشگاه ورزشی اسماعیلی، باشگاه ورزشی الاهلی مصر، اشاره کرد.

## تیم ملی
وی همچنین در تیم ملی فوتبال مصر بازی کرده است.